# Língua moba
Moba é uma importante língua do povo bimoba de Togo e Gana. No entanto, em Gana, apenas 60% da etnia Moba Gurma fala a língua. Há também cerca de 2 mil falantes em Burkina Faso.
Moba é um membro do ramo Gur Gur da família das línguas nigero-congolesas. É falado por cerca de 320.800 (2020) pessoas principalmente no norte do Togo e também no sudeste de Burkina Faso. No Togo é falado por cerca de 319 mil pessoas nas prefeituras de Tandjoaré, Oti e Tône na região de Savanes, enquanto em Burkina Faso existem cerca de 1.800 falantes de Moba no subdistrito de Ouargaye da província de Koulpelogo na região Centro-Este.

## Nomes
Moba também é conhecido como Jifelm, Moa, Moab ou Moare. 

## Dialetos
Os dialetos incluem Natchaba, Ben, Lok e Yanbann. Está relacionado com a língua Bimoba, que é faladoano norte de Gana, no entanto, há apenas uma inteligibilidade limitada entre as duas línguas.

## Escrita
Moba é escrito com o alfabeto latino, e há algum material escrito no idioma, incluindo um dicionário, gramática e outros textos. Existem dois sistemas de ortografia para Moba: um usado pelo Peace Corps no Togo e outro usado pelo SIL (Summer Institute of Linguistics). A versão SIL é mostrada abaixo.
| a | ã | b | c | d | e | ẽ | ɛ | ɛ̃ | f | g | h | i | ĩ | ɩ | ɩ̃ | j |
| k | l | m | n | ŋ | o | õ | ɔ | ɔ̃ | p | s | t | r | u | v | w | y |

| a | b | c  | d | e  | ɛ | f | g | gb | h | i | j | k | kp | l |
| m | n | ny | ŋ | ŋm | o | ɔ | p | r  | s | t | u | w | y  |   |

## Amostra de texto
Pai Nosso - Lucas 11: 2-4
2.	K Yiesu yet’b ɑ: «Yɑɑ tuu sii mei Yennu biɑnŋ nbɑ e nɑ: Bɑɑ, ɑ sɑnn n lɑ dontl. Ŋɑɑnt k ɑ nɑɑn n bɑɑl.
3.	Tul’t mɑnn dɑɑl kul
4.	Nyikn cɑb t biit nɑn tɑɑ mun nyikt k cɑbt bin nbɑ biil’t nɑ. A dɑɑ te k t kuɑ jɑnmi ni.»
Português
2. E disse-lhes: Quando orares, dizei: Pai nosso que estás nos céus, santificado seja o teu nome. Venha o teu reino. Seja feita a tua vontade, como no céu, assim na terra.
3. Dá-nos dia a dia o pão de cada dia.
4. E perdoa-nos os nossos pecados; porque também nós perdoamos a todo aquele que nos deve. E não nos deixes cair em tentação; mas livrai-nos do mal. (Bíblia Rei James)

## Ligações Externas
- Moba em Ethnologue
- Moba emWebonay
- Moba em Livelingua
- Moba em Olac
- Moba em Glottolog
- Dicionário Moba
- Moba em Omniglot.com